# Renia alutalis
Renia alutalis är en fjärilsart som beskrevs av Augustus Radcliffe Grote 1872. Renia alutalis ingår i släktet Renia och familjen nattflyn. Inga underarter finns listade.